# 加藤政洋
加藤 政洋（かとう まさひろ、1972年 - ）は、日本の地理学者。専門は人文地理学、都市研究。立命館大学大学院文学研究科教授。

## 人物
長野県生まれ。1995年富山大学人文学部卒業。2000年大阪市立大学大学院文学研究科博士課程修了、「近代都市における「場所」の文化ポリティクス 大阪のスラム・盛り場を事例として」で博士（文学）。
2000年流通科学大学商学部専任講師、2004年助教授を経て、2006年立命館大学文学部助教授。2007年准教授。2016年教授。
批判地理学やソジャのポストモダン地理学など人文地理学の新しい側面を日本に紹介しながら、都市を研究している。また、B'zを通した都市のイメージなど、一般誌にも都市論に関して寄稿している。

## 著書

### 単著
- 『大阪のスラムと盛り場』（創元社） 2002
- 『花街 - 異空間の都市史』（朝日選書） 2005 - 第六回人文地理学会学会賞受賞
  - 『花街 - 遊興空間の近代』（講談社学術文庫） 2024
- 『京の花街ものがたり』（角川選書） 2009
- 『神戸の花街・盛り場考 モダン都市のにぎわい』（のじぎく文庫編、神戸新聞総合出版センター） 2009
- 『敗戦と赤線 国策売春の時代』（光文社新書） 2009
- 『那覇 戦後の都市復興と歓楽街』（フォレスト） 2011
- 『大阪 都市の記憶を掘り起こす』（ちくま新書） 2019
- 『酒場の京都学』（ミネルヴァ書房） 2020

### 共編著
- 『都市空間の地理学』（大城直樹、ミネルヴァ書房） 2006
- 『モダン京都 <遊楽>の空間文化誌』（編、ナカニシヤ出版） 2017
- 『おいしい京都学　料理屋文化の歴史地理』（河角直美と、ミネルヴァ書房）2022
- 『京都食堂探究　「麺類・丼物」文化の美味なる世界』（〈味覚地図〉研究会と、ちくま文庫） 2023

### 訳書
- 『ポストモダン地理学 - 批判的社会理論における空間の位相』（エドワード・W・ソジャ、青土社） 2003
- 『第三空間 - ポストモダンの空間論的転回』（エドワード・W・ソジャ、青土社） 2003